# Ksi del Dragó
Ksi del Dragó (ξ Draconis) és un estel binari a la constel·lació del Dragó de magnitud aparent +3,74. El component principal, Ksi del Dragó A, rep el nom de Grumium (que també és el nom tradicional del sistema); l'origen del nom no és clar, podent provenir d'una paraula en llatí que significa «el musell del porc»; avui, l'estel se situa en la mandíbula del drac, encara que ho, pensa que en les primeres representacions de la figura assenyalava la llengua. També ha estat anomenada Genam —nom utilitzat per Johann Bayer— i Nodus I.
Situada a 111 anys llum de distància del sistema solar, Ksi del Dragó és una gegant taronja de tipus espectral K2III, amb una temperatura efectiva de 4472 K. El seu radi és 11,5 vegades més gran que el del Sol —xifra obtinguda a partir del valor del seu diàmetre angular, 3,13 mil·lisegons d'arc— i la seva lluminositat és 53 vegades major que la lluminositat solar. Aquests valors, modestos tractant-se d'un estel gegant, són comparables als de Pòl·lux (β Geminorum) o Wazn (β Columbae), però queden lluny dels d'Arcturus (α Bootis). Presenta una metal·licitat una mica inferior a la del Sol ([Fe/H] = -0,11). Amb una massa de 1,5 masses solars, Ksi del Dragó té una edat aproximada de 3000 milions d'anys i hom pensa que ha abandonat la seqüència principal recentment, fa només 160 milions d'anys, per la qual cosa està augmentant en lluminositat amb un nucli inert d'heli.